# ЦАИ ГА
Центр аэронавигационной информации (ЦАИ, бывший «ЦАИ ГА») — филиал ФГУП «Госкорпорация по ОрВД» — российское предприятие, занимающееся обеспечением аэронавигационной информацией.
Основным направлением деятельности ЦАИ является подготовка и публикация AIP — сборника аэронавигационной информации Российской Федерации — государственного документа, право на издание которого делегировано ЦАИ.
AIP содержит необходимую информацию для безопасного выполнения полётов в воздушном пространстве России по международным авиатрассам. В AIP включена информация по всем международным аэропортам России и некоторых стран СНГ, требования к организации и управлению воздушным движением, таможенному, пограничному и санитарному контролю, административные формальности. Структура AIP России соответствует современным требованиям, стандартам и рекомендациям ICAO.
Кроме того, ЦАИ издаёт для использования экипажами российских авиакомпаний сборники аэронавигационной информации аэропортов по регионам России, по странам СНГ и дальнего зарубежья. С 2009 года ЦАИ издаёт сборники аэронавигационной информации и по военным аэродромам России (ранее эту функцию выполняла Служба аэронавигационной информации ВВС РФ).
В ЦАИ действует круглосуточная служба NOTAM, обеспечивающая приём и обработку оперативной информации, связанной с изменениями в аэронавигационной обстановке, носящими временный характер, а также оперативное оповещение об этих изменениях потребителей.
С 1 июня 2018 года ФГУП «ЦАИ» вошёл филиалом во ФГУП «Госкорпорация по ОрВД».